# گای کمبل، بارونت اول
گای کمبل، بارونت اول (انگلیسی: Sir Guy Campbell, 1st Baronet; ۱ ژانویهٔ ۱۷۸۶ – ۱ ژانویهٔ ۱۸۴۹) افسر اهل پادشاهی بریتانیای کبیر بود.